# Caleta Tortel
Caleta Tortel este un sat din provincia Capitán Prat, regiunea Aisén, Chile, cu o populație de 320 locuitori (2012) și o suprafață de  km2. 